# Виейра, Угу
Угу Виейра (порт. Hugo Filipe da Costa Oliveira; род. 25 июля 1988, Барселуш) — португальский футболист, нападающий португальского футбольного клуба Санта Мария.

## Клубная карьера
В сентябре 2014 года Угу Виейра подписал двухлетний контракт с московским «Торпедо». В чемпионате России дебютировал 14 сентября в гостевом матче против «Спартака», выйдя на замену на 60-й минуте вместо Кирилла Комбарова. В конце матча Угу отметился голом, однако его команда потерпела поражение — 3:1. В дебютном сезоне португалец сыграл 20 матчей в чемпионате, забил три гола и стал автором одной результативной передачи, а также провёл две игры в Кубке России. В мае 2015 года Виейра заявил, что ему будет тяжело остаться в команде после её вылета в ФНЛ.
В конце июня 2015 года Угу попал в сферу интересов сербской «Црвены звезды». 1 июля пресс-служба сербского клуба официально объявила о подписании двухлетнего контракта с 26-летним португальцем.

## Личная жизнь
24 января 2015 года от рака скончалась девушка Угу Эдина. Из-за её болезни, по словам Виейры, футбол для него отошёл на второй план, из-за чего он почти не играл в составе «Бенфики».

## Достижения
«Жил Висенте»
- Сегунда лига: 2010/11

«Црвена Звезда»
- Чемпион Сербии: 2015/16